# 罗恩·彻诺

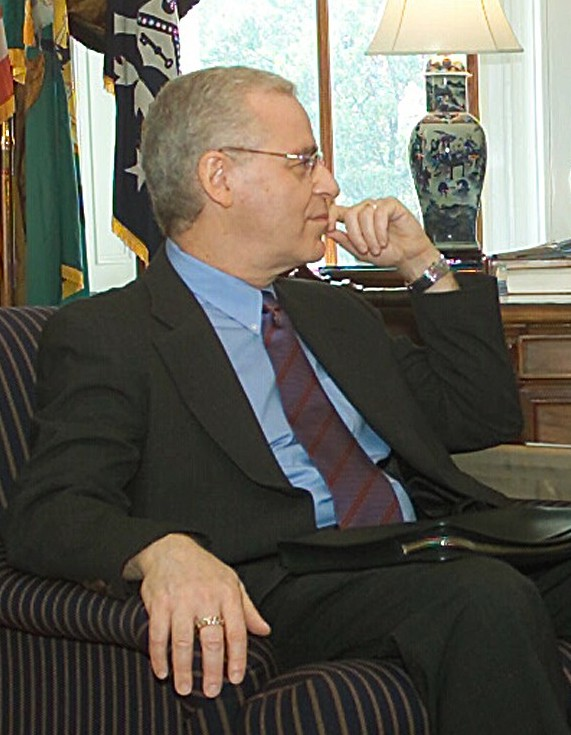
罗恩·彻诺

罗恩·彻诺（Ronald Chernow   ，1949年3月3日—）是一位美国记者和传记作家。
罗恩·彻诺獲得2011年普利策传记文学奖。 他为亚历山大·汉密尔顿(2004年) 和约翰·D·洛克菲勒(1998 年) 撰写的传记获得美国国家书评人协会奖提名。音乐剧漢密爾頓就改編自他为汉密尔顿撰写的传记，罗恩·彻诺担任该音乐剧的历史顾问。